# Велла, Глен
Глен Велла (англ. Glen Vella; род. 14 мая 1983) — мальтийский певец.
В 2011 году Глен победил на мальтийском отборочном конкурсе на Евровидение с песней «One Life» (с англ. — «Одна жизнь») и получил право представить Мальту на конкурсе песни Евровидение-2011, который состоялся в мае 2011 года в Дюссельдорфе. Певец выступил в первом полуфинале и не прошёл в финал.